# Ultima Underworld II: Labyrinth of Worlds
Ultima Underworld II: Labyrinth of Worlds é um jogo eletrônico de RPG em primeira pessoa desenvolvido pela LookingGlass Technologies e publicado pela Origin Systems em 1993, originalmente para MS-DOS. Como sequência de Ultima Underworld: The Stygian Abyss, o jogo se passa no universo de fantasia de Ultima. Os jogadores assumem o papel do Avatar - o protagonista da série Ultima - e se aventuram por várias dimensões enquanto tentam impedir que o maligno Guardião domine o mundo. A progressão é em grande parte não linear e o jogo permite uma jogabilidade emergente.
Ultima Underworld II começou a ser produzido em abril de 1992, logo após a conclusão de Ultima Underworld, e foi desenvolvido em nove meses. A equipe procurou melhorar a base estabelecida pelo antecessor do jogo, principalmente aumentando o tamanho e a interatividade do mundo do jogo. A equipe reutilizou e aprimorou o motor de jogo do antecessor. O desenvolvimento foi prejudicado pela falta de pessoal e por extensos testes de jogo, e o rápido ciclo de produção levou a equipe ao esgotamento.
A maioria dos críticos recebeu Ultima Underworld II positivamente e elogiou seus gráficos, design e não linearidade. As reclamações se concentraram em seus altos requisitos de sistema e ritmo não refinado. Em reação ao difícil desenvolvimento do jogo, a Looking Glass alterou sua abordagem de design: eles simplificaram as ideias da série Ultima Underworld para criar System Shock. A equipe propôs várias vezes uma sequência para Ultima Underworld II, mas a Origin Systems rejeitou a ideia. Arx Fatalis (2002), da Arkane Studios, é um sucessor espiritual da franquia originalmente apresentada como uma sequência. Underworld Ascendant, da OtherSide Entertainment, é o primeiro jogo oficialmente licenciado da série em mais de 23 anos.